# Hirai Minoru
Hirai Minoru (jap. 平井 稔; * 1903; † 1998) ist der Begründer des Kōrindō-Aikidō.
Als Mitglied der damaligen zentralen Kampfkunstvereinigung Japans, der Dainippon Butokukai (DNBK), war er berufen, um die in unterschiedliche Schulen aufgespaltenen Budō-Kampfkünste wieder zu einem Gesamtsystem zu vereinigen. In dieser Funktion wurde er am 5. September 1946 erster und einziger Inhaber des vom DNBK vergebenen Titels „hanshi“ des Aikidō. Davor war er Manager von Ueshiba Moriheis Dōjō und Trainingsleiter. Darüber hinaus unterhielt er seinen eigenen Dōjō Kōkadō in Okayama.
Ab 1947 benutzte Hirai den Namen „Kōrindō“ (光輪洞) für seinen Dōjō, daneben „Kōrinkai“(光輪会) als Organisationsbezeichnung für den Verein. „Kō“(光) steht für Licht bzw. Lichtstrahlen, „rin“(輪) für Rad oder Ring und „dō“(洞) für Grotte, in bescheidener Anspielung auf Dōjō. Unter Kōrindō kann man daher eine lichterfüllte Grotte oder eine von Licht strahlende Grotte verstehen. „Kōrin“ steht aber auch in der buddhistischen Ikonografie für Lichterkranz zu Häuptern von Heiligen und verweist als Symbol auf das Erleuchtetsein, das satori.

Ernennungsurkunde zum Geschäftsführer der Sektion Jūdō des Dainippon Butokukai, 15. Juli 1944

Der Begriff „Aiki“ war bereits seit langem in den verschiedensten Verbindungen bekannt, wie Aiki-Budō oder Daitō-ryū Aiki-jūjutsu, doch als neuer Begriff wurde Aikidō erstmals nach langen Beratungen innerhalb des Dainippon Butokukai etabliert und auf das Budō-System, wie es Minoru Hirai vertrat, angewandt. Der Vorschlag für den Namen Aikidō war von Hirai selbst eingebracht und von prominenten Kollegen im Dainippon Butokukai, wie Tatsuo Hisatomi (Vorstandsmitglied und Präsident des Jūdo-Verbands „Kōdōkan“, Leiter des Geheimdienststabs im Ministerpräsidentenamt) und Shōhei Fujinuma (Leiter der Kōdōkan-Sektion und ebenfalls Vorstandsmitglied des Butokukan, im Hauptberuf Polizeipräsident von Osaka) unterstützt worden.
Als die Entscheidung anstand, eine Bezeichnung für sein Budō-System zu wählen, hätte Hirai den Namen Jūdō favorisiert, denn die Silbe jū im Jūdō ist nichts anderes als die sino-japanische Lesung des Begriffs „yawara“ (Geschmeidigkeit, Flexibilität), der in Hirais Konzept des Budō eine zentrale Rolle spielt. Jedoch war dieser Name bereits durch Kanō Jigorō belegt, der aus dem traditionellen Jiu Jitsu sein Jūdō entwickelt hatte.

Ernennungsurkunde zum Mitglied der Prüfungskommission für alle Budō-Sektionen im Dainippon Butokukai, 1. November 1944

Als Alternative zu Jūdō versuchte Hirai unter anderem die Bezeichnung „Sōgo-Budō“ (Gesamt-Budō) vorzuschlagen, was jedoch von den konkurrierenden Sektionen als zu anmaßend abgelehnt wurde. Schließlich entschied man sich für die in der Folge auch von Ueshiba Morihei verwendete Bezeichnung Aikidō.
Ueshiba und Hirai waren sich zum ersten Mal 1939 in Okayama, einer im Westen Japans gelegenen Präfektur, begegnet. Nach mehreren weiteren Treffen lud Ueshiba 1939 Hirai nach Tokio ein, damit er in seinem Dōjō unterrichte. Im Januar 1942, als sich Ueshiba nach Iwama zurückzog, übertrug er Hirai die Gesamtleitung seines Dōjō, während Ueshibas Sohn Kisshomaru, damals noch Student der Wirtschaftswissenschaften, zur gleichen Zeit die Funktion des Direktors übernahm. Hirai schied jedoch nach relativ kurzer Zeit aus dem Kōbukan aus, da er seinen Stil nicht als vereinbar mit dem Ueshibas betrachtete.
Während seiner Tätigkeit in Ueshibas Dōjō hatten sich zwischen Hirai und anderen bedeutenden Persönlichkeiten vertrauensvolle Beziehungen entwickelt, wie Tomita Kenji (Vorstandsvorsitzender des „Kōbukan“ und späterer Staatssekretär des mehrmaligen Premierministers Fürst Konoe Fumimaro), und Kisaburo Ōsawa, an den Hirai schließlich die Leitung von Ueshibas Dōjō „Kōbukan“ abtrat. Beide, Ōsawa wie Tomita, versuchten nach Kriegsende Hirai wieder für Ueshibas Dōjō zu gewinnen, ohne Erfolg jedoch, da Hirai von der Richtigkeit seines Systems fest überzeugt war. Kisaburo Ōsawa seinerseits behielt die Funktion als Direktor in Ueshibas Dōjō bis zum Jahre 1986 bei, als Ueshibas Enkel Moriteru Oberhaupt des Aikikai wurde.
Hirai war – im Gegensatz zu zahlreichen anderslautenden Darstellungen – laut Auskunft seines Sohnes Tomohiro, weder von Ueshiba in den Butokukai entsandt noch als Vertreter des Kōbukan berufen worden, sondern unabhängig davon aufgrund seiner besonderen Fähigkeiten um Mitarbeit gebeten worden.
Hirais Budō-System ist nach Meinung von Hirais Sohn Tomihiro stark vom Nitōryū der Okumura-Schule, die ihren Sitz gegenüber der Burg von Okayama hatte, beeinflusst. Hirai genoss zwar schon von Kindesbeinen an dank seines Großvaters, ebenso wie seines Onkels, Unterricht in verschiedenen Kampfkünsten, hierunter insbesondere im Tōgunryū, so dass man häufig angenommen hatte, diese Schule wäre für Hirai prägend gewesen. Tōgunryū gilt als der Stil, in dem die 47 Samurai (47 Rōnin) der Chushingura-Vendetta-Geschichte ausgebildet waren. Dies ist laut Tomohiro jedoch nicht der Fall. Es war vielmehr die berühmte Schwert-Schule des Okumura-Nitōryū, der Hirai sich am intensivsten widmete, und zwar ab dem Jahr 1918, also schon mit etwa fünfzehn Jahren. Diese war es, die für die Entwicklung von Hirais einzigartiger „taisabaki“-Methode die entscheidenden Anstöße gab.
Mit Torakichi, dem Sohn des Hauptes der Okumura-Schule, Okumura Sagenta, verband Hirai eine lebenslange Freundschaft. Torakichi sollte später ebenfalls im Dainippon Butokukai Lehrmeister werden.

Urkunde zur Verleihung des Titels "Aikidō-Hanshi" des Dainippon Butokukai an Hirai Minoru, 5. September 1946

Ergänzend zur Schwertkunst befasste sich Hirai auch verstärkt mit dem Jūjutsu, darunter vor allem mit den Stilrichtungen Kitōryū und Takeuchiryu-Jūjutsu. Letzteres brachte ihn in Kontakt mit dem Konzept des „koshi-mawashi“, das er zusammen mit „yawara“ als wesentliche Grundlagen seines Budō-Systems betrachtete.
Schlüsselbegriffe in Hirais System sind u. a. enwa-ichigen (kreisrunde, harmonische Bewegungen als Ursprung aller Dinge, mit en als Kreis, wa für Harmonie und ichigen für alleiniger Ursprung, einzige Wurzel). Diese Bewegungsweise wird mit seiner speziellen Methode der eigens entwickelten taisabaki eingeübt, mit Kata-Übungen vertieft und in den Übungsformen enrandori und randori verinnerlicht.
Eine ausführliche Behandlung der von Hirai verwendeten Grundbegriffe, ebenso wie konkrete Übungsanleitungen auf der Basis seiner philosophischen Prinzipien finden sich in dem 2007 erschienenen Buch „Kōrindō-Aikidō. Das Budô-System des Hirai Minoru“. Dieses Buch beinhaltet die von seinem Schüler Shinjūrō Narita (9. Dan und Sōshihan) transkribierten Videomitschnitte einer über zwei Jahre, von 1981 bis 1983, fortgesetzten Serie von Lektionen, die von Hirai für einen ausgewählten Kreis von Schülern abgehalten wurde. Das Werk ist somit als authentisches Vermächtnis der Lehre Hirais zu betrachten.